# 张振东 (1939年)
张振东（1939年3月—2025年6月27日），男，天津（一说河北滦县）人，中华人民共和国政治人物。曾任国家广播电影电视总局党组成员、总编室主任。

## 生平
1963年，毕业于北京广播学院新闻系，分配至中央人民广播电台担任新闻部编辑。1967年至1977年，在中央广播事业局总编室担任编辑工作。1974年9月，任中央广播事业局副局长。1976年10月至1986年2月，回到中央人民广播电台新闻部工作。1986年2月至1991年10月，任中央人民广播电台副台长。1991年10月至1993年6月，任广播电影电视部总编室副主任。1993年6月，升任主任。1998年至1999年，任国家广播电影电视总局党组成员、总编室主任。曾任中国广播电视新闻奖评委、中国广播电影电视报刊协会常务副会长等职。2025年6月27日在北京逝世，享年86岁。